# Extreme Ghostbusters
Extreme Ghostbusters (no Brasil, Os Novos Caça-Fantasmas) foi um desenho animado norte-americano de 1997. É a sequência de outra série animada, The Real Ghostbusters e faz parte da franquia filme/TV Ghostbusters. A série foi ao ar nos EUA originalmente em 1997 e conta a história de um grupo de jovens universitários que se tornam caça-fantasmas liderados pelo veterano Egon Spengler. Inicialmente no Brasil foi exibido pela Rede Record, no programa Eliana & Alegria, e depois pela Rede Globo. Mas somente para antenas parabólicas no programa Festival de Desenhos. Tempos depois foi exibida no Brasil pelo canal Loading.

## Sinopse
Sete anos após o fim de The Real Ghostbusters, a falta de atividades sobrenaturais na cidade de Nova York deixa os caça-fantasmas fora de combate. Cada membro do time segue seu próprio caminho, exceto o Dr. Egon Spengler que ainda vive no antigo edifício do corpo de bombeiros onde funciona o quartel general dos Caça-fantasmas, continuando com suas pesquisas sobre acontecimentos paranormais e dando aulas em uma universidade local. Quando começam a aparecer fantasmas na cidade novamente, Egon é forçado a recrutar quatro estudantes para auxiliá-lo como novos caça-fantasmas. Esses estudantes são Kylie Griffin, uma garota gênio e especialista em ocultismo. Eduardo Rivera, um latino cínico e relaxado, Garrett Miller, um jovem atleta de cadeira de rodas e Roland Jackson, um jovem gênio especialista em maquinaria. Seguindo, o grupo ainda estão presentes Janine Melnitz, a ex-secretária dos caça-fantasmas que retorna ao antigo emprego e Geléia, o monstro de gosma verde, mascote do time.
A série mostra as aventuras dessa nova geração de caça-fantasmas, continuando a saga na cidade de Nova York novamente sendo alvo de atividades paranormais. A série segue um estilo ainda de comédia misturada a ficção, porém, diferentemente de sua predesessora, ela tem um nível mais caótico e sombrio. Isso se reflete, por exemplo, na música tema, uma nova versão do clássico de Ray Parker Jr. com arranjos que misturam funk e rock. A premissa do desenho segue nas dificuldades que nos novos caça-fantasmas tem em trabalhar em equipe, o interesse amoroso de Janine em Egon, a relação de amor e ódio entre Kylie e Eduardo e os frequentes problemas que eles enfrentam com inimigos fantasmas.
O mais notável episódio é o, divido em duas partes, "Back in the Saddle" (De Volta a  Aventura), quando os três antigos integrantes do grupo fazem uma participação especial no episódio. Peter Venkman, Winston Zeddemore e Ray Stantz reaparecem, sendo que na versão americana, com seus antigos dubladores Dave Coulier, Busters Jones e Frank Welker, respectivamente.
O programa fez parte de uma série de antigas animações de sucesso da década de 1980 que ganharam novas versões, como He-Man e Tartarugas Ninjas, todos com novas sequências, nem tão bem sucedidas como as anteriores.

## Personagens

### Egon Spengler
Egon Spengler - O único Ghostbuster original a se tornar um regular nesta série de spin-off.  Egon assume o papel de mentor para o novo time de Ghostbusters. Ele ainda mora na casa de bombeiros com Slimer, permitindo que o prédio se torne a sede dos Caça-Fantasmas quando a atividade paranormal começa novamente. Antes do primeiro fantasma escapar, Egon estava dando aulas de paranormalidade no New York City College - quatro pessoas participando da aula eram o dobro do usual. Ele geralmente deixa o trabalho de campo para os novos membros, optando por fornecer backup de áudio do corpo de bombeiros e informações sobre seu adversário atual, mas se juntou a eles em ação quando sente que a crise exige sua presença. Além de fantasmas, ele também tem interesse em mofo e começou a cultivar culturas na banheira de Eduardo quando os dois se acomodaram juntos. Ele continua a ter uma tensão romântica com Janine. O site oficial deu a idade de 41 anos e em "A Esfinge", ele sofreu uma crise de meia-idade e tentou provar que ainda poderia fisicamente cortá-la.

### Janine Melnitz
Janine Melnitz (voz de Pat Musick) - A recepcionista original dos Ghostbusters retorna ao papel depois que ela se reúne com Egon, tendo sua aula de Paranormal 101 no New York City College. Como Egon, ela cuida da nova equipe e, de vez em quando, contribui com um papel ativo na destruição de fantasmas. De acordo com Egon, ela também atua como contadora e colecionadora da equipe. Ela também mostra sinais óbvios de atração por Egon, mas ele é completamente alheio a isso, o que só a frustra. O site oficial disse que "ela passou a última década pulando de emprego em emprego ... tentando não reclamar do Prof. Spengler".

### Eduardo Rivera
Preguiçoso, sarcástico e relaxado, Eduardo faz parte do grupo por ser corajoso e estrategista. Seu personagem tem semelhanças no estilo de Peter Venkman, principalmente pelo jeito irônico com que leva algumas situações e sua atração por mulheres. Eduardo vive uma relação de amor e ódio com Kylie. Suas frases mais marcantes são "Talvez ele(a) esteja morto(a)" (mesmo quando não há indícios, ou quando alguém simplesmente some) e "Nós somos cientistas", parafraseando Venkman. No episódio "Rage" (Raiva) ele revela ter um irmão que trabalha na polícia de Nova York, que o odeia por ser um caça-fantasma.

### Roland Jackson
Como mecânico do grupo, Roland é dotado de muita inteligência e astúcia com máquinas, eventualmente auxiliando Egon com novos equipamentos e a reparar a mochila de prótons e o carro Ecto-1. Ele tem um ponto de vista particular sobre acontecimentos paranormais e revela no episódio "Fear Itself" (Sinta Medo de Você Mesmo) que seu único temor é ter seu equipamento quebrado. Seu personagem tem características muito semelhantes a Winston Zeddemore.

### Garrett Miller
Apesar de ser um cadeirante, Garrett é o mais ágil e forte do grupo. Por isso, sua cadeira de rodas trás bastantes vantagens apesar de não poder andar. Sua força de vontade e entusiasmo sempre ajudam em difíceis situações que eles enfrentam. No episódio "Grease" (Engordurar) ele revela que nasceu com problemas para andar e constantemente faz piadas e brincadeiras com sua situação. No episódio "Fear Itself", ele revela sofrer de claustrofobia. Ele é o único personagem de toda a franquia que nunca teve um brinquedo fabricado.

### Kylie Griffin
A única do grupo que já tinha conhecimento sobre paranormalidade antes de se reunir com os caça-fantasmas. Kylie parece ser uma pupila de Egon no começo da série, mas depois se afasta. Sua relação com Eduardo é sempre conturbada, quase sempre com discussão entre os dois. Ela tem um estilo gótico, sempre com batom escuro e cabelo desfeito. No episódio "Grease", ela revela que seu pais se divorciaram e que ela foi viver sozinha com seu gato.

### Geléia
O antigo mascote do grupo retorna com humor e características muito semelhantes ao seu passado. Somente seu visual ganhou alguns novos detalhes.

## Dubladores
| Elenco principal | Elenco principal | Elenco principal | Elenco principal | Elenco principal | Elenco principal | Elenco principal |
| ---------------- | ---------------- | ---------------- | ---------------- | ---------------- | ---------------- | ---------------- |
| A man.           | A girl.          |                  | A man.           | A man.           | A girl.          | A man.           |
| Maurice LaMarche | Pat Musick       | Rino Romano      | Jason Marsden    | Alfonso Ribeiro  | Tara Strong      | Billy West       |
| Egon Spengler    | Janine Melnitz   | Eduardo Rivera   | Garrett Miller   | Roland Jackson   | Kylie Griffin    | Slimer/Geléia    |

Dubladores da versão brasileira:
- Egon Spengler - Affonso Amajones
- Janine Melnitz - Marli Bortoletto
- Eduardo Rivera - Marcelo Pissardini
- Garrett Miller - Mauro Eduardo Lima
- Roland Jackson - Wellington Lima
- Kylie Griffin - Adriana Pissardini
- Slimer/Geléia - ???

## Episódios
Os Novos Caça-Fantasmas possui 40 episódios e 1 temporada.
| Temporada | Temporada | Episódios | Exibição original     | Exibição original     |
| Temporada | Temporada | Episódios | Estreia               | Final                 |
| --------- | --------- | --------- | --------------------- | --------------------- |
|           | 1         | 40        | 1 de setembro de 1997 | 4 de dezembro de 1997 |

## Merchandising
A série de desenhos animados gerou uma linha de figuras de ação lançadas pela Trendmasters. A linha incluía Roland, Eduardo, Kylie e vários fantasmas, além de uma versão atualizada de Egon Spengler e do Ecto-1; Garrett não teve um número divulgado, embora os colecionadores tenham encontrado uma figura de um protótipo. Proton Pack e Ghost Trap foram também lançados. 
Em 1999, três volumes de VHS do programa foram lançados pelo Columbia TriStar Home Video, todos agora esgotados. Essas fitas de vídeo estavam disponíveis para serem compradas separadamente ou como um pacote embalado contendo todos os três volumes. Os episódios incluídos nos volumes de VHS foram: Volume 1: "Darkness at Noon, Parte 1", "Darkness at Noon, Parte 2" Volume 2: "The Infernal Machine", "Grundelesque" Volume 3: "De Volta à Aventura, Parte 1", "De Volta à Aventura, Parte 2". 
Um DVD de dois discos da série foi lançado na Austrália em 2 de junho de 2009 e no Reino Unido em 15 de junho do mesmo ano, juntamente com a Alemanha, Itália e Holanda, todos contendo os 13 primeiros episódios da série, com os lançamentos do Reino Unido sendo ligeiramente editados. Atualmente, não há planos para lançar a série em DVD nos Estados Unidos.
A primeira temporada foi relançada no Reino Unido no dia 27 de junho de 2016, mais uma vez com os primeiros 13 episódios.

### Videogame
Três jogos baseados na série foram lançados. Dois para os portáteis Game Boy Color e Game Boy Advanced e para Playstation.